# Лазистан (санджак)
Лазистан (тур. Lazistan Sancağı) — один из санджаков Османской империи, сначала входила в состав Трабзонского эялета, затем стала частью Трабзонского вилайета. Административным центром в Батум — после перехода Батума к Российской империи 1878 году — Ризе. Он был основан в 1851 году и расформирован после создания Турецкой Республики в 1923 году.
В 1923 году в турецком парламенте было предложено изменить название провинции Лазистан на Ризе, что вызвало серьезных дискуссий. Основная аргументация в пользу смены названия была связана с идеей, что «Лазистан» не соответствует турецкой национальной идентичности и может вызвать недоразумения относительно территориальных принципов. Обозначение термина Лазистан было официально запрещено в 1926 году.

## Предыстория
В 1547 году Османская империя захватила Чанети (Лазия или Лазистан) и Аджарию у Гурийского княжества.
В «Чанские тексты» Иосифа Кипшидзе есть лазский рассказ о завоевании и исламизации Лазистана османами, согласно которому османы во времена правления султана Селима I вторглись в Лазистан со своими войсками из Трапезунда, сначала они заняли Мело, а затем с боем замок Гонио, таким образом были блокированы Архав, Вице, Атина, Хопа, Гонио, Батуми, Чхала, Беглевани, Ногеди (Макриал) и Сарпи. Противостояние длилось три месяца, и Лазы были вынуждены сдаться. На данный момент представителем лазов являлся Петрик Хеция, которому было поручено подписать мирный договор с османами. Последний не согласился принять ислам и предпочел платить высокие налоги в качестве условия мира с османами. По тем же сведениям, позднее османы притесняли христианских священников и привели из Амасии 45 ходжей для обращения лазов в ислам. Желание уйти от высоких налогов и вновь открытые турецкие школы способствовали тюркизации и исламизации лазов.

## История
Лазистанский санджак, охватывавший преимущественно земли лазов, возник в 1851 году и на тот момент был подчинен Трабзонского эялету. В его состав также входила часть исторической области, населенной грузинами Ливана. В 1867 году Османская империя перешла от системы эялетов к системе вилайетов, а в 1869 году Трабзонский эялет заменил Трабзонский вилайет. По данным справочника Трабзонского вилайета 1869 года, в составе вилайета было четыре санджака: Джаник, Трабзон, Гюмюшхане и Лазистан. Лазистанский санджак включал в себя 3 казы и 8 нахий: Батумскую казу и нахий Чюрюксу, Аджара-и-Суфла, Аджара-и-Уля, Ливанскую казу и нахий Мачахел, Архавскую казу и нахий Хопа, Гюнье, Атина и нахий Хемшин.
По справочнику Трабзонского вилайета 1875 года, состав санчага включал 7 каз и 5 нахий. На тот момент в Батумской казе было 18 сел и 1 махалля (район), в Чюрюксу – 17 сел, в Акара-и-Суфла – 34 села, в Акара-и-Уля – 22 села, в Мачахеле – 26 сел, в Хопе – 23 села, в Архави – 34 села, в Гюнье – 21 село, в Атине – 25 сел, в Хемшине – 33 села, в Ливане – 58 сел и 5 махалль, в Хеба-Класкуре – 11 сел. В общей сложности было 322 села и 6 махалль. Население санчага составляло 21 811 домохозяйств, из которых 214 домохозяйств были католиками, 92 – армянами, 18 – греками, 880 – черкесами и 20 707 – исламским населением.
По данным 1900 года, Лазистанский санджак включал в себя Ризскую казу с нахиями Мапаври, Карадере и Курайисеба, Атинскую казу с нахией Хемшин и Хопскую казу с нахиями Архави и Вице.
После Берлинского договора, подписанного после Русско-турецкой войны 1877-1878 годов, значительная часть Лазистанского санджака была передана Российской империи. Батумская и Ливанская казы, Аджара-и-Суфла, Гюнье, Мачахел и Хеба-Класкур нахии остались в пределах России. Граница между Османской империей и Россией проходила через город Хопу. Центром санчага стал город Ризе. Территория Лазистанского санджака изменилась и включала в себя Ризу, Атину и Хопу.
Информация о количестве домохозяйств в справочнике содержит ошибки в подсчетах. Согласно этим данным, мужское население Лазистанского санджака составляло 71 681 человек, из которых 67 972 были мусульманами. Всего население санчага составляло около 143 362 человек.
В справочнике также упоминается, что Батумская каза и каза Чюрюксу управлялись мутасаррифом, а остальные казы и нахии – каймакамом. Аджара-и-Суфла и Аджара-и-Уля также упоминались как "Аджарская каза" и управлялись каймакамом Аджарии, включавший в себя нахию Мачахел.

## Демография
| Каза и нахия         | деревни | жители | католики | армяне | греки | черкесы | мусульмане | всего  |
| -------------------- | ------- | ------ | -------- | ------ | ----- | ------- | ---------- | ------ |
| Батум (центр)        | -       | 1      | 4        | 17     | 41    | 429     | 113        | 604    |
| Батум (каза)         | 18      | -      | -        | -      | -     | 1,008   | 2800       | 3,808  |
| Чуруксу (каза)       | 17      | -      | -        | -      | -     | -       | 3,686      | 3,686  |
| Нижняя Ачара         | 34      | -      | -        | -      | -     | -       | 5,150      | 5,150  |
| Верхняя Ачара        | 22      | -      | -        | -      | -     | -       | 5,810      | 5,810  |
| Мачахела (нахия)     | 26      | -      | -        | -      | -     | -       | 3,955      | 3,955  |
| Хопа (каза)          | 23      | -      | -        | -      | -     | -       | 4,496      | 4,496  |
| Архави (нахия)       | 34      | -      | -        | -      | -     | 6       | 6,637      | 6,643  |
| Гонио (нахия)        | 21      | -      | -        | -      | -     | 472     | 4,178      | 4,650  |
| Атина (каза)         | 25      | -      | -        | -      | -     | 87      | 7,980      | 8,067  |
| Хемшин (нахия)       | 33      | -      | -        | 104    | -     | -       | 6,493      | 6,493  |
| Ливана (каза)        | 58      | 5      | 1,229    | 312    | -     | -       | 14,431     | 15,972 |
| Хеба-Класкури (каза) | 11      | -      | -        | -      | -     | -       | 2,243      | 2,243  |
| всего                | 322     | 6      | 1,233    | 433    | 41    | 2,002   | 67,972     | 71,681 |

| Каза  | мусульмане | греки | армяне | евреи | другие | всего   |
| ----- | ---------- | ----- | ------ | ----- | ------ | ------- |
| Ризе  | 122,055    | 1,507 | 5      | -     | -      | 123,567 |
| Атина | 50,297     | 171   | 28     | -     | -      | 50,496  |
| Хопа  | 38,156     | 44    | 2      | -     | -      | 38,202  |
| всего | 210,508    | 1,722 | 35     | -     | -      | 212,265 |